# If You Believe
If You Believe (englisch für „Wenn du glaubst“) ist ein Lied des deutschen Popsängers Sasha. Er wurde im Oktober 1998 als Leadsingle seines Debütalbums Dedicated to… veröffentlicht.

## Inhalt
Das Stück handelt von der ewigen Liebe zwischen zwei Menschen. Das Lyrische Ich erzählt von der letzten gemeinsamen Nacht, als sie sich wieder verliebt fühlten. Es singt davon, dass sie ihre Gefühle nicht länger verbergen und ihren Glauben an die Liebe beweisen wollen. Es fordert sein Gegenüber auf, seine Liebe auszudrücken und sich keine Sorgen mehr zu machen, weil alles, was sie bräuchten, direkt vor ihnen liege.
Das Musikvideo entstand 1998 unter der Regie von Cadmo Quintero. Sasha zieht nachts durch die Straßen in Hamburg. Er beobachtet Leute an einer Wäscherei und einer Telefonzelle, die sich innig küssen.

## Rezeption

### Chartplatzierungen
| ChartsChartplatzierungen | Höchstplatzierung | Wochen |
| ------------------------ | ----------------- | ------ |
| Deutschland (GfK)        | 3 (20 Wo.)        | 20     |
| Österreich (Ö3)          | 2 (16 Wo.)        | 16     |
| Schweiz (IFPI)           | 4 (22 Wo.)        | 22     |

| ChartsJahrescharts (1998) | Platzierung |
| ------------------------- | ----------- |
| Deutschland (GfK)         | 50          |

| ChartsJahrescharts (1999) | Platzierung |
| ------------------------- | ----------- |
| Deutschland (GfK)         | 35          |
| Österreich (Ö3)           | 13          |
| Schweiz (IFPI)            | 32          |

### Auszeichnungen für Musikverkäufe
| Land/Region        | Auszeichnungen für Musikverkäufe (Land/Region, Auszeichnung, Verkäufe) | Verkäufe |
| ------------------ | ---------------------------------------------------------------------- | -------- |
| Belgien (BRMA)     | Gold                                                                   | 25.000   |
| Deutschland (BVMI) | Platin                                                                 | 500.000  |
| Niederlande (NVPI) | Gold                                                                   | 50.000   |
| Österreich (IFPI)  | Gold                                                                   | 25.000   |
| Schweiz (IFPI)     | Gold                                                                   | 25.000   |
| Insgesamt          | 4× Gold · 1× Platin ·                                                  | 625.000  |